# Vendelbomål
Vendelbomål  er en et norrønt sprog, der hører hjemme i Vendsyssel.

## Fonetik og fonologi
Vendelbomålets fonologi har mange særegenheder. Vokalerne har fire åbningsgrader i modsætning til vokalsystemet i rigsdansk, der har tre åbningsgrader. Vendelbomålet har et af de rigeste vokalsystemer blandt verdens sprog. En stor del af fonologien er fælles med hanherredmål og thybomål. Fonologien har også en del til fælles med færøsk, f.eks. udtales k ofte som det engelske ch [tsj].

### Konsonanterne
Vendelbomålets konsonantsystem adskiller sig radikalt fra det rigsdanske. Nogle af forskellene kan forklares ved, at vendelbomålet tales i et yderområde og derfor dels har bevaret nogle udtaleformer, som for længst er forsvundet i de øvrige danske dialekter, dels har nyudviklet egne særtræk. Måske derfor kan man genfinde eksempelvis vendelbomålets brug af j- i steden for rigsdansk g- i blandt andet bornholmsk og i svensk.

#### Blødt-d-er faldet bort
Man undlader at udtale blødt d i mellemlyd på vendelbomålet.

#### dj
Denne udtale optræder oftest i de nord- og sydøstlige dele af Nordjylland. Se j.

#### h
Den velkendte jyske udtale af h- foran j og v (som i ømålene og på sønderjysk er forsvundet) findes også i vendelbomålet:
hwitj "hvid"

#### gi forlyd bliverj
I steden for rigsdansk g- optræder ofte j- på vendelbomål:
jik "gik"
ji:l "gilde"
jæs "gæs"
I de nord- og sydøstlige dele optræder som sagt dj-:
djik "gik"
dji:l "gilde"
djæs "gæs"
Skriftsprogets -nd, som i de øvrige jyske dialekter og en del ømål udtales nj, er i vendelbomål blevet videre palataliseret til j:
spaj' "spand", Sjællaj "Sjælland"
Dette er noget ganske karakteristisk for vendelbomålet.

#### Klusiler
Lydene p, t og k, som i indlyd er afsvækket til b, d og g på rigsdansk, er ikke afsvækkede på vendelbomål og i de andre nordjyske dialekter:
kåppi "koppen" (rigsdansk kåbben)
sokker "sukker" (rigsdansk sogger)

Lydene b, d og g, som i rigsdansk er ustemte, har bevaret en delvis stemthed på vendelbomål og i de andre nordjyske dialekter, ligesom i svensk.
Udtalen af t i forlyd er dental (med tungespidsen på tænderne), i modsætning til i det øvrige Danmark, hvor den er alvæolær (med tungespidsen på tandkødsranden) og i københavnsk, hvor den er en ts-lyd.

#### tj
Vendelbomålets tj-lyd er en palatal klusil (i lydskrift [c]), der optræder, hvor rigsdansk har k i forlyd foran fortungevokaler:
 tjön' "køn" (udtales: tsjøn - tsj svarer til det engelske ch)
tje:j "kende" (udtales: tsje'j)
tje:rk "kirke" (udtales: tsjæ'rk)
. Her har de øvrige jyske dialekter en kj-lyd.
tj-lyden forekommer også i i udlyd efter konsonanterne n og l:
tentj "tænkt" (udtales: tentsj)
såltj "salt" (udtales: såltsj)
we:ntj "vente" (udtales: we'ntsj)

Lyden forekommer også i steden for rigsmålets stød i mange ord og derudover også i steden for skriftsprogets -gt:
fritj "fri" (udtales: fretsj) Dette kaldes klusilspring eller parasitlyd og findes også i de andre nordjyske dialekter.
Lyden forekommer også i udlyd, hvor rigsdansk skriver -gt: knætj "knægt" (udtales: knætsj)

#### w
Vendelbomålet og de øvrige nordjyske dialekter har altid w i forlyd, og v findes ikke:
wæ: "vide"
war: "var"

## Grammatik
Vendelbomålet har bevaret den gamle opdeling af navneordene i tre grammatiske køn: maskulinum (hankøn), femininum (hunkøn) og neutrum (intetkøn). I det jyske område er Vendsyssel, Samsø og Djursland ene om dette træk, men de tre køn er også bevaret i visse danske dialekter på øerne samt i norsk, færøsk, islandsk og tysk.

### Artikler
Artiklerne hedder sådan på de tre køn (singularis):
|          | Maskulinum     | Femininum           | Neutrum          |
| -------- | -------------- | ------------------- | ---------------- |
| Ubestemt | i kat "en kat" | an skåwl "en skovl" | a træj' "et træ" |
| Bestemt  | katti "katten" | skåw'len "skovlen"  | träj'je "træet"  |

"skåwl" er ikki den rigtige udtale det skal være "skówl", hvor ó udtales som i rigsdansk "og".
"a træj" er korrekt, men "træjje" udtales "treijje"
Eksempler på bestemt artikel i pluralis: -en-former og sammentrukne former (markeret med *):
|         | Pluralis                          |
| ------- | --------------------------------- |
| Bestemt | ål* "ålene"                       |
| Bestemt | drängen "drengene"                |
| Bestemt | hyw'len "hjulene" (eller hjywlen) |
| Bestemt | bön* "børnene"                    |
| Bestemt | bjän* "benene"                    |

### Talord
| Maskulinum | Femininum | Neutrum |
| ---------- | --------- | ------- |
| jej'       | jän'      | jet     |

### Possessive pronominer
Med min som eksempel:
| Maskulinum         | Femininum               | Neutrum                            |
| ------------------ | ----------------------- | ---------------------------------- |
| mej' kat "min kat" | mi'n skåw'l "min skovl" | met longkläj "mit lomme(tør)klæde" |

## Sprogprøve
Udsnit af Livet i Sognegaarden (af Jens Thise) på vendelbomål med rigsdansk oversættelse:
| Vendelbomål | Rigsdansk |
| --- | --- |
| Dæ war saa travlt i Saawnfogorri som i non Myjrtuw. Mett Maritj ha nok tit hat møj aa bestill; men de ha ilywal oller wat i dæhæe Synn. Oll sammel kam de pøeli aa spovr etter, hvar de aa de loe. Hwant skul hon ku haaw de, ettesom dæ wa bløwen ry op dihæe Daw. Di fæk saamæj da siel aa sitj etter e helle ta jenting ontj i Stee. Stadi jawe hon aapaa Kokkekvon. "Trowe do, do blywe faere te Tijn? Trowe do no, der er nok aa oll Slav? For hellens." | Der var så travlt i sognefogedgården som i nogen myretue. Mette Marie havde nok tit haft meget at bestille; men det havde alligevel aldrig været på den måde. Alle sammen kom de farende og spurgte efter, hvor det og det lå. Hvordan skulle hun kunne huske det, eftersom der var blevet ryddet op disse dage. De fik såmænd selv se efter det eller tage noget andet i Stedet. Stadig jagede hun på kogekonen. "Tror du, du bliver færdig til tiden? Tror du nu, der er nok af enhver slags? For ellers." |